# Евен Пароський
Еве́н Паро́ський (бл. 430 до н. е. — бл. 350 до н. е.) — давньогрецький поет, софіст, теоретик красномовства, майстер епіграми. Розквіт творчості 390-ті роки до н. е. на думку низки дослідників тотожній Евену Граматику.

## Життєпис
Ймовірно названо на честь діда Евена, який був поетом і діяв у 450-х роках до н. е. Народився на острові Парос близько 430 року до н. е.. Утім про особисте життя його мало відомостей. У віці 20 років переїхав до Афін. Тут прожив усе життя. Був сучасником Сократа. Значна частина відомостей про Евена міститься у Платона, який характеризує його як професійного поета, вчителя-софіста (мав власну школу, серед учнів був Філіст). Також є відомості про Евена Пароського у Арістотеля та Ератосфена.
За стилем вірші Евена мали моралістичний зміст, написані елегічним дивіршем. Дотепер збереглося лише 10 епіграм. присвяченим статуям богів та героїв. Вони були досить відомими та популярними за часів імператорів Юліїв-Клавдіїв. Так відома епіграма Евена Пароського, яку використовували проти імператора Доміціана — «Як ти, цап…».